# Sammy Kaye
Sammy Kaye (ur. 13 marca 1910, zm. 2 czerwca 1987) – amerykański lider zespołu i kompozytor.
Kształcił się na Uniwersytecie Ohio uzyskując dyplom z inżynierii. 

## Wyróżnienia
Posiada trzy gwiazdy na Hollywoodzkiej Alei Gwiazd.